# Nostalgia (Ivan Kral)
Nostalgia è un album in studio del musicista ceco naturalizzato statunitense Ivan Kral, pubblicato nel 1995.

## Tracce
1. Perfect Moon – 1:43 (Patti Smith, John Cale)
2. Rains Again – 5:18 (Ivan Kral)
3. Winner Takes All – 3:24 (Kral)
4. Shoes – 3:20 (Kral)
5. Speak to Me – 3:18 (Kral, Iggy Pop)
6. Bless You – 5:01 (Kral)
7. No One – 3:26 (Kral)
8. Second Morning – 4:12 (Kral)
9. Nothing Lasts Forever – 4:56 (Kral)
10. Ahah – 3:33 (David Koller, P.B.CH., Robert Kodym, Michal Dvořák)
11. Seems Like Days – 3:33 (Kral)
12. Love You to Death – 3:09 (Kral)